# Liste des îles des Antilles néerlandaises
Les îles des Antilles néerlandaises étaient un ensemble politique de cinq îles principales et de plusieurs petites îles secondaires formant des territoires d'outre-mer à statuts particuliers du Royaume des Pays-Bas. Les Antilles néerlandaises ont été dissoutes le 10 octobre 2010.
Les îles principales étaient (avant leur dissolution) :
- Bonaire ;
- Curaçao ;
- Saba ;
- Saint-Eustache ;
- Saint Martin (partagée avec la France).

Les îles secondaires étaient notamment :
- Klein Bonaire, dépendante administrativement de Bonaire ;
- Klein Curaçao, dépendante administrativement de Curaçao.

Historiquement Aruba a aussi fait partie des Antilles néerlandaises depuis leur formation en 1958 sous forme de fédération (autonomie locale remplaçant les anciens statuts de colonies vis-à-vis des Pays-Bas), avant de s'en détacher et former une entité séparée (un État associé au Royaume) le 12 mars 1983.